# Ланга-дель-Кастильйо
Ланга-дель-Кастильйо (ісп. Langa del Castillo) — муніципалітет в Іспанії, у складі автономної спільноти Арагон, у провінції Сарагоса. Населення — 151 особа (2010).
Муніципалітет розташований на відстані близько 210 км на північний схід від Мадрида, 65 км на південний захід від Сарагоси.

## Демографія
Динаміка населення (INE ):